# Алпско скијање на Зимским олимпијским играма 2010.
Такмичење у алпском скијању на Зимским олимпијским играма 2010. у Ванкуверу одржано је у Вислер Криксајду између 13. и 27. фебруара 2010.
Сва такмичења су одржана на скијалишту у Вислер Криксајду, које се налази 125 км северно од Ванкувера. Такмичења су повремено пратиле густа магла и киша, док је температура ваздуха и снега осцилирала око нуле.
Главна новина у алпском скијању је било увођење нове дисциплине, односно уместо досадашње алпске комбинације уведена је суперкомбинација. Разлика имеђу ових дисциплина је та што се алпска комбинација састојала од спуста и две трке слалома које су се одржавале у два дана, а суперкомбинација се одржава 1 дан, и састоји се од спуста који се вози пре подне и једне трке слалома у поподневним часовима.

## Дисциплине
На играма у Ванкуверу 2010. у алпском скијању такмичење је одржано у десет дисциплина, пет мушких и пет женских.
| Мушкарци         | Жене             |
| ---------------- | ---------------- |
| Спуст            | Спуст            |
| Велеслалом       | Велеслалом       |
| Слалом           | Слалом           |
| Супервелеслалом  | Супервелеслалом  |
| Суперкомбинација | Суперкомбинација |

## Распоред такмичења
| Датум                   | Старт | Финиш | Дисциплина                |
| ----------------------- | ----- | ----- | ------------------------- |
| Субота 13. фебруар 2010 | 11:45 | 13:15 | Спуст мушкарци            |
| Недеља 14. фебруар 2010 | 10:00 | 11:30 | Суперкомбинација жене     |
| Недеља 14. фебруар 2010 | 13:30 | 14:30 | Суперкомбинација жене     |
| Уторак 16. фебруар 2010 | 10:30 | 11:10 | Суперкомбинација мушкарци |
| Уторак 16. фебруар 2010 | 13:30 | 14:30 | Суперкомбинација мушкарци |
| Среда 17. фебруар 2010  | 11:00 | 12:45 | Спуст жене                |
| Петак 19. фебруар 2010  | 11:30 | 13:00 | Супервелеслалом мушкарци  |
| Субота 20. фебруар 2010 | 10:00 | 11:45 | Супервелеслалом жене      |
| Недеља 21. фебруар 2010 | 10:00 | 11:45 | Велеслалом мушкарци       |
| Недеља 21. фебруар 2010 | 13:45 | 15:00 | Велеслалом мушкарци       |
| Среда 24. фебруар 2010  | 10:00 | 11:45 | Велеслалом жене           |
| Среда 24. фебруар 2010  | 13:15 | 14:30 | Велеслалом жене           |
| Петак 26. фебруар 2010  | 10:00 | 11:45 | Слалом жене               |
| Петак 26. фебруар 2010  | 13:30 | 14:45 | Слалом жене               |
| Субота 27. фебруар 2010 | 10:00 | 11:45 | Слалом мушкарци           |
| Субота 27. фебруар 2010 | 13:45 | 14:45 | Слалом мушкарци           |

## Карактеристике стаза
| Датум       | Дисциплина (м)         | Старт | Циљ | Вис. раз. | Дужина |
| ----------- | ---------------------- | ----- | --- | --------- | ------ |
| 15. фебруар | Спуст — муш.           | 1678  | 825 | 853       | 3.105  |
| 17. фебруар | Спуст — жене           | 1595  | 825 | 770       | 2.939  |
| 21. фебруар | Спуст - (СК) — муш.    | 1678  | 825 | 853       | 3.105  |
| 18. фебруар | Спуст - (СК) — жене    | 1.500 | 825 | 675       | 2.500  |
| 29. фебруар | Супервелеслалом — муш. | 1.440 | 825 | 615       | 2.200  |
| 20. фебруар | Супервелеслалом — жене | 1.425 | 825 | 600       | 2.005  |
| 23. фебруар | Велеслалом — муш.      | 1.210 | 805 | 405       | 1.512  |
| 24. фебруар | Велеслалом — жене      | 1.177 | 805 | 372       | 1.309  |
| 27. фебруар | Слалом — муш.          | 985   | 805 | 180       | 610    |
| 26. фебруар | Слалом — жене          | 985   | 805 | 180       |        |
| 21. фебруар | Слалом (СК) — муш.     | 1.005 | 805 | 200       | 733    |
| 18. фебруар | Слалом (СК) — жене     | 974   | 805 | 169       | 785    |

## Земље учеснице
У алпском скијању учествовала је 71 нација са 309 такмичара. Следеће нације су према освојеним квотама могле учествовати са одређеним бројем такмичара
Преко 10 скијаша
- Аустрија (20),  Канада (21),  Француска (22),  Немачка (9),  Италија (21),  Словенија (13),  Швајцарска (14),  Шведска (13), и  Сједињене Америчке Државе (20).

Између 5 и 10 скијаша
- Хрватска (10),  Чешка (8),  Финска (4),  Уједињено Краљевство (4),  Лихтенштајн (2), и  Норвешка (6).

Између 3 и 4 скијаша
- Андора (4),  Аргентина (5),  Аустралија (2),  Белгија (3),  Босна и Херцеговина (3),  Бугарска (3),  Чиле (3),  Данска (3),  Грузија (3),  Грчка (3),  Мађарска (3),  Иран (3),  Исланд (4),  Јапан (2),  Летонија (3),  Либан (3),  Нови Зеланд (2),  Пољска (1),  Румунија (3),  Русија (5),  Јужна Кореја (3), Србија (3),  Шпанија (5),  Словачка, и  Украјина (3).

Два скијаша
- Јерменија,  Азербејџан,  Белорусија,  Бразил,  Кина,  Кипар,  Естонија,  Ирска,  Казахстан,  Молдавија,  Монако (1),  Перу,  Турска, и  Узбекистан.

Један скијаш
- Албанија,  Кајманска Острва,  Колумбија,  Гана,  Индија,  Израел,  Киргистан,  Литванија,  Република Македонија,  Мексико,  Црна Гора,  Мароко,  Пакистан,  Сенегал,  Сан Марино,  Јужноафричка Република, и  Таџикистан.

### Освајачи медаља

#### Мушкарци
| Дисциплина              | Злато                                  | Злато   | Сребро                                 | Сребро  | Бронза                                     | Бронза  |
| ----------------------- | -------------------------------------- | ------- | -------------------------------------- | ------- | ------------------------------------------ | ------- |
| Спуст детаљи            | Дидије Дефаго · Швајцарска             | 1:54,31 | Аксел Лунд Свиндал · Норвешка          | 1:54,38 | Боди Милер · Сједињене Америчке Државе     | 1:54,38 |
| Велеслалом детаљи       | Карло Јанка · Швајцарска               | 2:37,83 | Ћетил Јансруд · Норвешка               | 2:38,22 | Аксел Лунд Свиндал · Норвешка              | 2:38,44 |
| Слалом детаљи           | Ђулијано Рацоли · Италија              | 1:39,32 | Ивица Костелић · Хрватска              | 1:39,48 | Андре Мирер · Шведска                      | 1:39,76 |
| Супервелеслалом детаљи  | Аксел Лунд Свиндал · Норвешка          | 1:30,34 | Боди Милер · Сједињене Америчке Државе | 1:30,62 | Ендру Вајбрект · Сједињене Америчке Државе | 1:30,65 |
| Суперкомбинација детаљи | Боди Милер · Сједињене Америчке Државе | 2:44,92 | Ивица Костелић · Хрватска              | 2:45,25 | Силван Цурбриген · Швајцарска              | 2:45,32 |

#### Жене
| Дисциплина              | Злато                                  | Злато   | Сребро                                     | Сребро  | Бронза                                 | Бронза  |
| ----------------------- | -------------------------------------- | ------- | ------------------------------------------ | ------- | -------------------------------------- | ------- |
| Спуст детаљи            | Линдси Вон · Сједињене Америчке Државе | 1:44,19 | Џулија Манкусо · Сједињене Америчке Државе | 1:44,75 | Елизабет Гергл · Аустрија              | 1:45,65 |
| Велеслалом детаљи       | Викторија Ребензбург · Немачка         | 2:27,11 | Тина Мазе · Словенија                      | 2:27,15 | Елизабет Гергл · Аустрија              | 2:27,25 |
| Слалом детаљи           | Марија Риш · Немачка                   | 1:42,89 | Марлис Шилд · Аустрија                     | 1:43,32 | Шарка Захробска · Чешка                | 1:43,90 |
| Супервелеслалом детаљи  | Андреа Фишбахер · Аустрија             | 1:20,14 | Тина Мазе · Словенија                      | 1:20,63 | Линдси Вон · Сједињене Америчке Државе | 1:20,88 |
| Суперкомбинација детаљи | Марија Риш · Немачка                   | 2:09,14 | Џулија Манкусо · Сједињене Америчке Државе | 2:10,08 | Анја Персон · Шведска                  | 2:10,19 |

### Биланс медаља
| Медаље земље домаћина |

| Ранг | Држава                    | Злато | Сребро | Бронза | Укупно |
| 1    | Швајцарска                | 2     |        | 1      | 3      |
| 2    | Норвешка                  | 1     | 2      | 1      | 4      |
| 3    | Сједињене Америчке Државе | 1     | 1      | 2      | 4      |
| 4    | Италија                   | 1     |        |        | 1      |
| 5    | Хрватска                  |       | 2      |        | 2      |
| 6    | Шведска                   |       |        | 1      | 1      |
|      | Укупно (6)                | 5     | 5      | 5      | 15     |

| Ранг | Држава                    | Злато | Сребро | Бронза | Укупно |
| 1    | Немачка                   | 3     |        |        | 3      |
| 2    | Аустрија                  | 1     | 1      | 2      | 4      |
| 3    | Сједињене Америчке Државе | 1     | 2      | 1      | 4      |
| 3    | Словенија                 |       | 2      |        | 2      |
| 4    | Шведска                   |       |        | 1      | 1      |
| 4    | Чешка                     |       |        | 1      | 1      |
|      | Укупно (5)                | 5     | 5      | 5      | 15     |

## Биланс медаља укупно
| Ранг | Држава                    | Злато | Сребро | Бронза | Укупно |
| 1    | Немачка                   | 3     | 0      | 0      | 3      |
| 2    | Сједињене Америчке Државе | 2     | 3      | 3      | 8      |
| 3    | Швајцарска                | 2     | 0      | 1      | 3      |
| 4    | Норвешка                  | 1     | 2      | 1      | 4      |
| 5    | Аустрија                  | 1     | 1      | 2      | 4      |
| 6    | Италија                   | 1     | 0      | 0      | 1      |
| 7    | Хрватска                  | 0     | 2      | 0      | 2      |
| 7    | Словенија                 | 0     | 2      | 0      | 2      |
| 9    | Шведска                   | 0     | 0      | 2      | 2      |
| 10   | Чешка                     | 0     | 0      | 1      | 1      |
|      | Укупно (10)               | 10    | 10     | 10     | 30     |

## Занимљивости
- Нико од ранијих олимпијских победника није успео да победи и у Ванкуверу. Сви освајачи златних медаља су по први пут у каријери постигли овај успех;
- Ово су прве игре од 1948 на којима Аустрије у мушкој кокуренцији није освојила ниједну олимпијску медаљу. Аустријанци су у Ванкуверу три пута били четврти, два пута пети и два пута шести;
- Немачка је освојила највише златних медаља - 3. Све су их освојиле жене, од којих је две освојила најбоља алпска скијашица игара Марија Риш, а трећу Викторија Ребензбург;
- Домаћини олимпијских игара Канада, најуспешнија нација по броју освојених медаља, није освојила ниједну медаљу у алпском скијању;
- Американац Боди Милер и Норвежанин Аксел Лунд Свиндал освојили су коплет медаља - злато, сребро и бронзу;
- Линдси Вон је постала прва Американка која је освојила злато у спусту на олимпијским играма;
- Троје такмичара су освојили по две сребне медаља: Американка Џулија Манкусо, Словенка Тина Мазе и Хрват Ивица Костелић.
- Освајањем бронзане медаље у алпској комбинацији Швеђанка Анја Персон постала је трећа у историји олимпијског алпског скијања, која је усепла да освоји укупно 6 медаља (3 златне, 1 сребрну и 4 бронзане;
- Марко Бихел из Лихтенштајна је учесник на 6 узастопних Зимских олимпијских игара (1992—2010);
- 51-годишњи принц Убертус фон Оенлое, племић немачке крви, рођен у Мексику, вратио се на олимпијске игре после 16 година. До Ванкувера Хубертус је учествовао на олимпијским играма 1984, 1988, 1992 и 1994 (1994-2010). Он је уједно и настарији учесник игара.
- Најмлађи учесник у алпском скијању био је Либанац Хасан Аши, који има 16 година.